# Ludwigsturm (Blättersberg)
Der Ludwigsturm ist ein 15 Meter hoher Aussichtsturm aus Sandstein an der Südflanke des Gipfelplateaus des Blättersbergs in der Haardt, dem Ostrand des Pfälzerwaldes auf einer Höhe von 604,9 m ü. NHN.

## Lage
Er liegt in unmittelbarer Nähe der Rietburg auf der Gemarkung der Gemeinde Rhodt unter Rietburg und wurde 1889 vom Verschönerungsverein Edenkoben erbaut.

## Name und Status
Benannt wurde er nach dem bayerischen König Ludwig I. Er ist als Kulturdenkmal klassifiziert.

## Baustil
Der 1889 errichtete Turm besteht aus Rotsandstein.

## Tourismus
Am Ludwigsturm vorbei führt ein Wanderweg, der mit einem blau-gelben Balken markiert ist und von Deidesheim nach Rhodt unter Rietburg verläuft.